# Ráztočná
Ráztočná – potok na Słowacji, prawy dopływ potoku Lúžňanka. Wypływa na wysokości około 1180 m na zachodnich stokach przełęczy Ráztocké sedlo w Niżnych Tatrach na Słowacji. Spływa w kierunku zachodnim dolina wciosową między grzbietami Salatína i Klina, potem zmienia kierunek spływu na południowo-zachodni, na koniec południowy i w zabudowanym obszarze miejscowości  Liptovská Lúžna uchodzi do  Lúžňanki. Następuje to na wysokości około 695 m.
Posiada kilka dopływów. Największe z nich to potoki Machnatá (lewostronny) i Červený potok (prawostronny).
Doliną wzdłuż potoku Ráztočná prowadzi droga, początkowo asfaltowa, potem żwirowa, pod przełęczą Ráztocké sedlo skręcająca na Klina. Drogą tą prowadzi szlak turystyczny kilkakrotnie przekraczający koryto potoku Ráztočná:
  Liptovská Lúžna – Ráztocké sedlo – Salatín. Czas przejścia: 3 h, ↓ 2.20 h

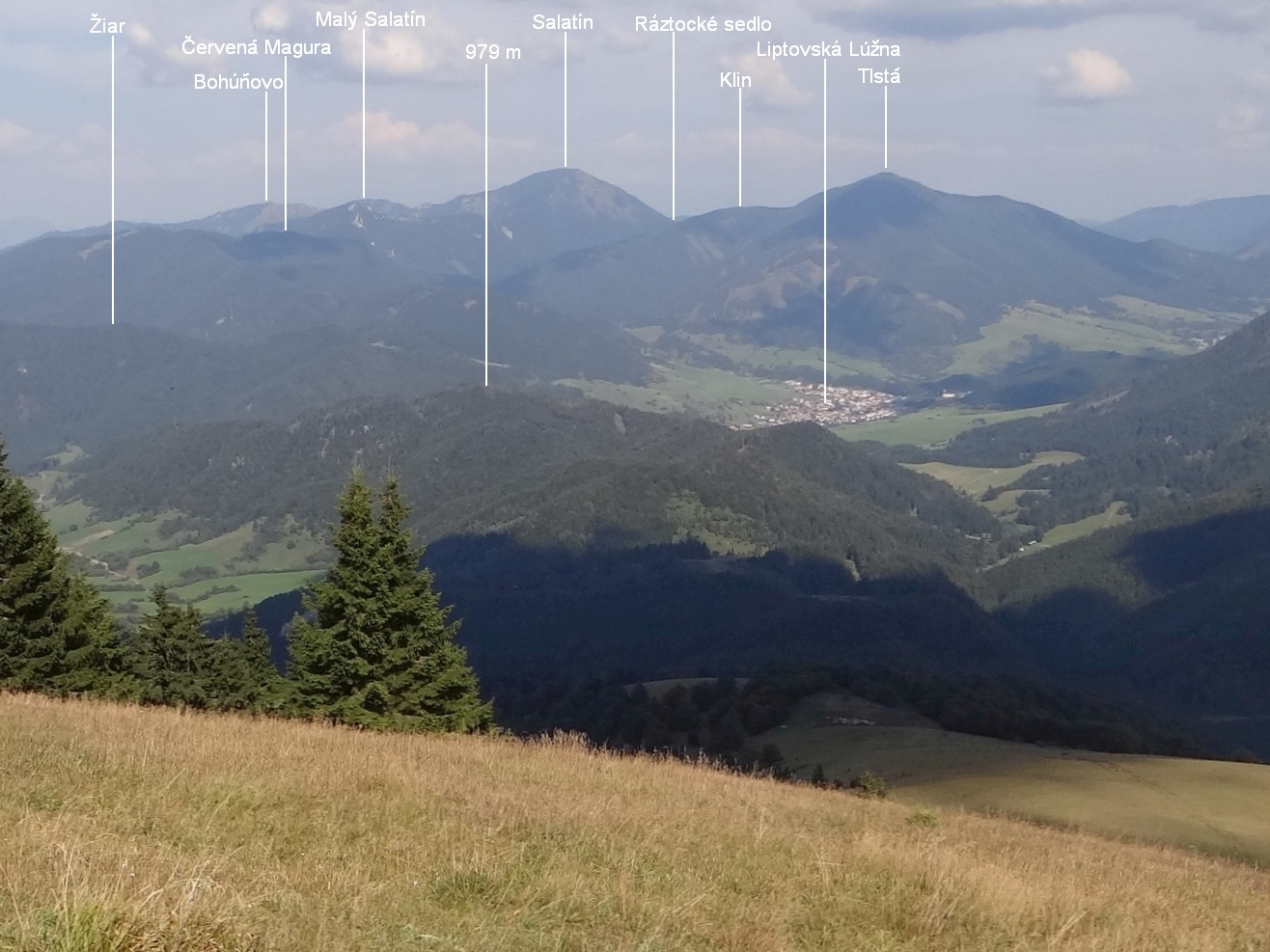
Widok na dolinę potoku Ráztočná ze szczytu Malý Zvolen
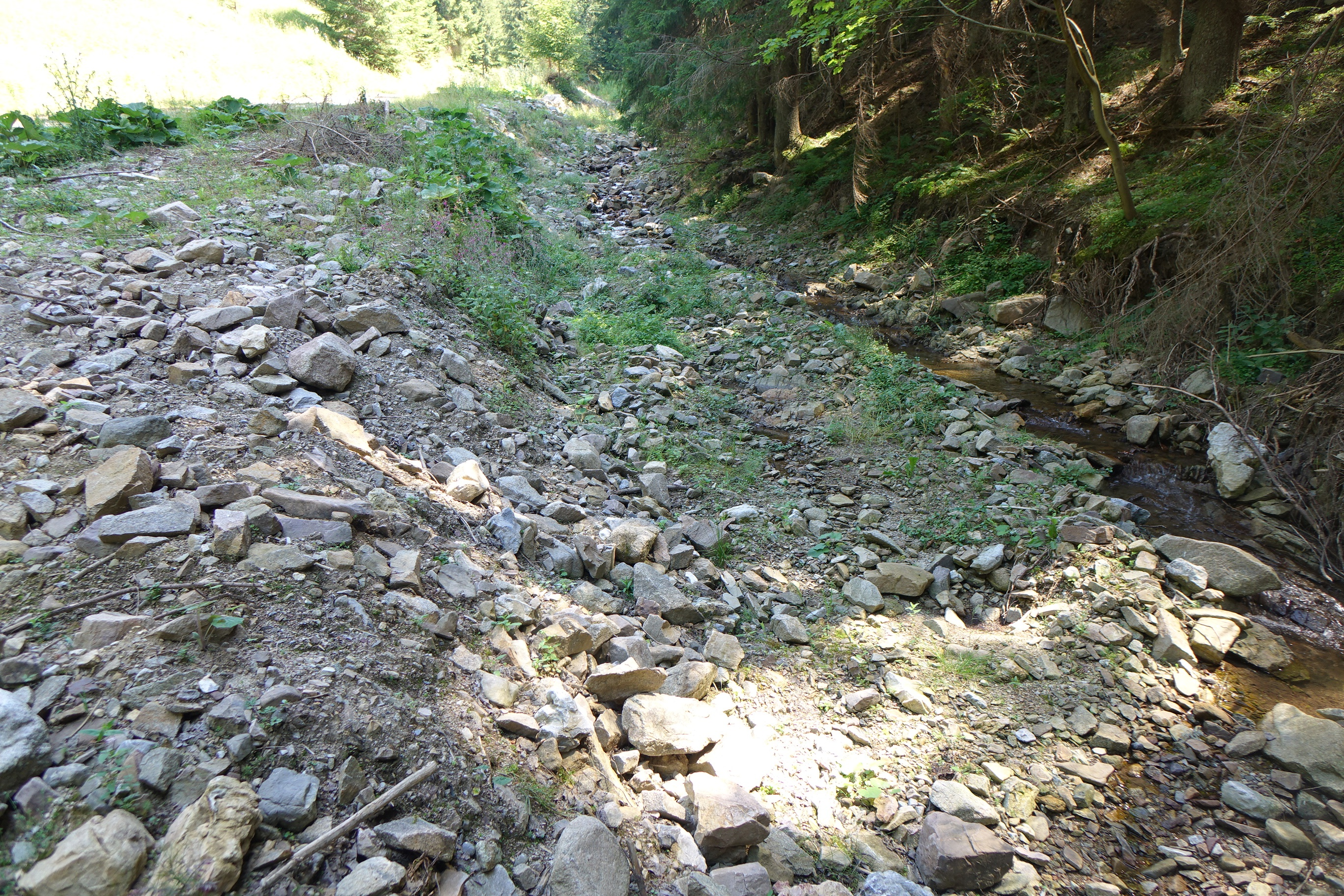
Raztočná w górnym biegu
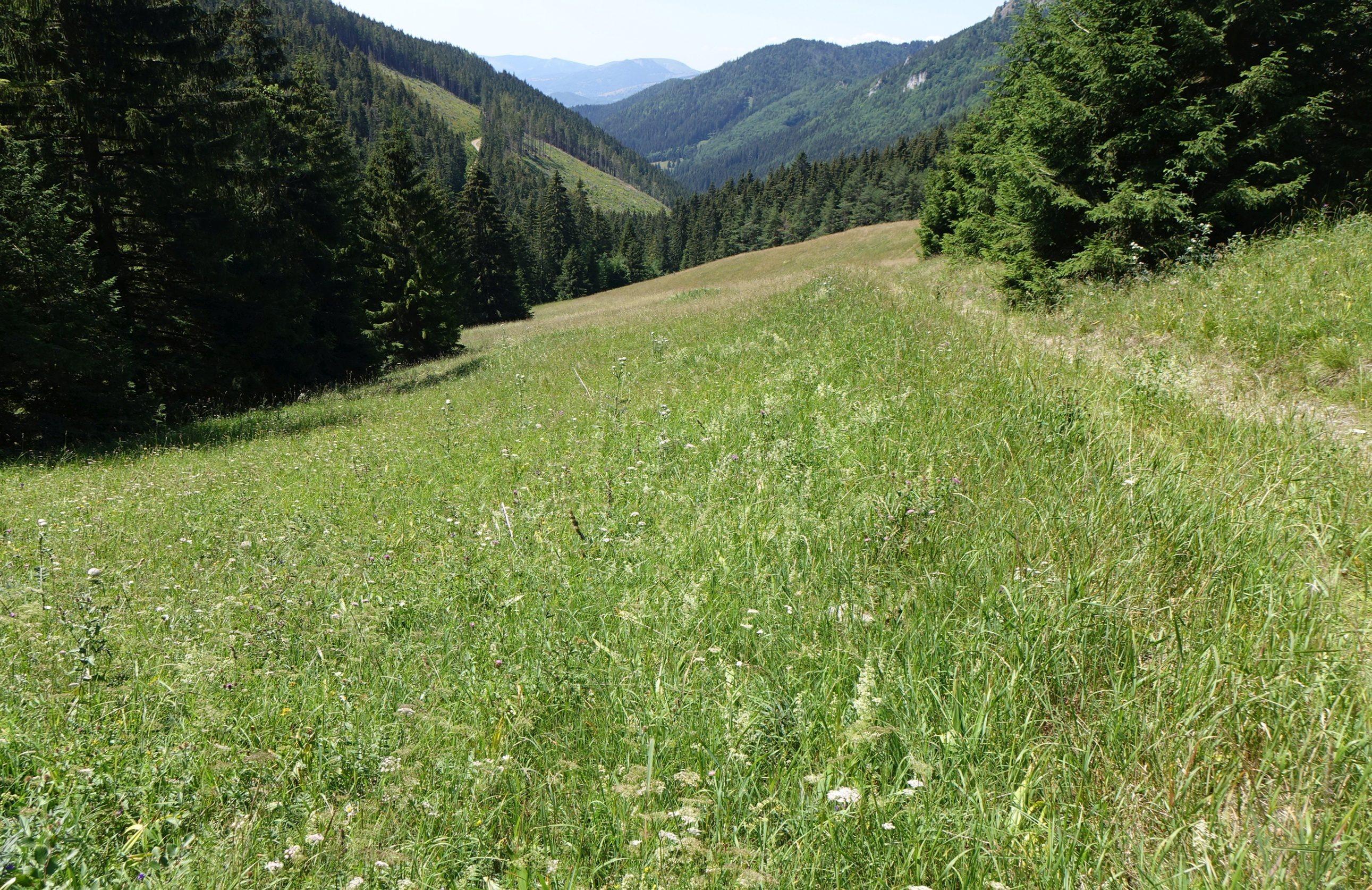
Dolina potoku Ráztočná